# Kamb-Eisstrom
Der Kamb-Eisstrom (vormals Eisstrom C) ist ein Eisstrom im westantarktischen Marie-Byrd-Land. Er ist einer von mehreren großen Eisströmen, die das Marie-Byrd-Land zum Ross-Schelfeis entwässern. Er fließt in westlicher Richtung zwischen dem Siple Dome und dem Whillans-Eisstrom zur Siple-Küste. Im Gegensatz zum Whillans-Eisstrom und zum ebenfalls benachbarten Bindschadler-Eisstrom, die Fließgeschwindigkeiten an der Oberfläche von bis zu 800 Metern pro Jahr aufweisen, ist der Fluss des Kamb-Eisstroms weitestgehend zum Stagnieren gekommen.
Mannschaften des United States Antarctic Research Program (USAP) untersuchten den Eisstrom zwischen 1983 und 1984 in mehreren Kampagnen. Das Advisory Committee on Antarctic Names benannte ihn 2002 nach dem US-amerikanischen Glaziologen Barclay James Kamb (* 1958) vom California Institute of Technology, der in den 1990er Jahren an geophysikalischen und weiteren Messungen zum Verhalten der Eisströme im Marie-Byrd-Land mitwirkte.